# Susan Landau
Susan Landau (Nova York, 3 de juny de 1954) és una matemàtica i enginyera estatunidenca, que treballa com a professora de ciències socials i polítiques a l'Institut Politècnic de Worcester a Massachusetts.

## Trajectòria
L'any 1972, el seu projecte sobre nombres perfectes estranys va ser finalista en la competició de recerca de talent en ciència de Westinghouse. Al 1989, va introduir el primer algorisme per a decidir quins radicals jerarquitzats poden ser desjerarquitzats, conegut com l'algorisme de Landau. De 1999 a 2010 es va especialitzar en seguretat a Internet en l'empresa informàtica Sun Microsystems.
Entre 2010 i 2011 va ser sòcia en l'Institut d'Estudis Avançats Radcliffe a la Universitat Harvard, on va investigar sobre temes relacionats amb la seguretat i la privadesa dels sistemes governamentals i les seves implicacions polítiques. Anteriorment, Landau va treballar com a analista sènior sobre privadesa personal a Google. Va obtenir una Beca Guggenheim i una beca de resident en el Departament d'Informàtica de la Universitat Harvard al 2012.
A part del seu treball tècnic, Landau està interessada en la situació de les dones en la ciència, i manté la llista de correu ResearcHers (Investigadores), un "fòrum per a investigadores d'informàtica", així com una bibliografia online sobre dones que escriuen sobre informàtica. L'Institut de Dones Anita Borg va reconèixer la seva labor de divulgació l'any 2008 atorgant-li el 'Vision Award' sobre Impacte Social. Al 2011 va ser inclosa com a membre l'Association for Computing Machinery.

## Publicacions
- Susan Landau, "How to Tangle with a Nested Radical", Mathematical Intelligencer, volum 16, número 2 (primavera 1994), pàgines 49–55.
- Susan Landau, "In Her Own Words: Six Mathematicians Comment on Their Lives and Careers", Notices of the American Mathematical Society 38:7:702–706 (Set. 1991) text complet en l'Associació per a Dones en Matemàtiques Arxivat 2011-10-31 a Wayback Machine., (escrit el 1988).